# زالوهای بی‌خرطوم
زالوهای بی‌خرطوم (نام علمی: Arhynchobdellida) نام یک راسته از زیررده زالو است.